# Rana Vikrama
Dheera Rana Vikrama (Kannada-Schreibweise ಧೀರ ರಣ ವಿಕ್ರಮ; Alternativtitel Rana Vikrama) ist ein indischer Action-Thriller von Pavan Wadeyar aus dem Jahr 2015. Puneeth Rajkumar spielte die Doppelrolle der beiden Hauptfiguren Vikram und Vikrama, Vikram Singh übernahm die Doppelrolle des entscheidenden Gegenspielers Johnson und des mächtigen Unternehmers Louis Batten. In beiden Fällen gibt es im Film keine Szenen, in denen sich die Zwillingsfiguren begegnen. Anjali (* 1986, nicht zu verwechseln mit Anjali Devi) war in der Rolle der Gowri zu sehen. Der Film wurde am 10. April 2015 veröffentlicht und war international erfolgreich.

## Handlung
Der Film beginnt mit der Ermordung einer Reporterin in dem abgelegenen indischen Dorf Vikramatheertha. Sie war dort nach Absprache mit dem Innenminister des Bundeslandes Karnataka angereist, um den bislang auf keiner offiziellen Karte verzeichneten Ort zu erkunden. Zeitgleich erlebt der von einer Polizeikarriere träumende Vikram die bittere Realität eines zutiefst korrupten Staatsapparates, als er sich weigert, die zuständigen Beamten zu bestechen und allein deshalb nicht zur Ausbildung zugelassen wird. Seine Geliebte Paru drängt ihn, so schnell wie möglich zu einem guten Beruf und festem Gehalt zu kommen, um sich mit ihm niederlassen zu können. Als Vikram auf den Innenminister trifft, beklagt er sich über seine „Unfähigkeit“ zur Korruption. Der Innenminister erkennt in Vikram einen Mann mit Rückgrat und schickt ihn als Praktikanten in das Dorf Vikramatheertha, wo er herausfindet, dass der grausame Johnson die dortige Bevölkerung wie Sklaven unterdrückt. Die Einwohner tragen für ihn unter katastrophalen Bedingungen Erdschichten ab, welche dann durch Johnson und mit Hilfe von MLA Kulkarini illegal exportiert werden. Vikram kann die Machenschaften aufdecken, Vikramatheertha wird als Teil des Bundesstaates Karnataka anerkannt. Im Verlauf der Ereignisse erfährt Vikram außerdem, dass seine Großeltern Rana Vikrama und Gowri ebenfalls aus dem damals unabhängigen Vikramatheertha stammten und dort noch lebten, als Johnsons Großvater, Sir Louis Batten, in die Stadt einfiel und Land und Bevölkerung in seine Gewalt brachte. Der neu entdeckte persönliche Bezug zu den Einwohnern von Vikramatheertha und ihrem Schicksal löst in Vikram Rachegelüste aus, er spürt Johnson auf und tötet ihn schließlich.

## Rezeption
Der Film erschien am 10. April 2015. Er hielt sich über 25 Tage lang in den indischen Kinos (für Kannada-Filme außergewöhnlich lang, allein die Überschreitung der 25-Tage-Grenze brachte dem Film die Bezeichnung als „Sensational Hit“ ein) und erzielte Einnahmen von 35 c an den Kinokassen.

## Hintergrund
Planung
Im Oktober 2013 wurde erstmals berichtet, dass Pavan Wadeyar bei seinem Film mit Hauptdarsteller Puneeth Rajkumar neben dem Drehbuch auch die Regie übernehmen werde. Die Produktion solle durch Jayanna Combines erfolgen, zuständiger Produzent wurde.
Der offizielle Produktionsbeginn folgte am 17. März 2014, noch am selben Tag wurde bereits ein erster Teaser veröffentlicht. Puneeth Rajkumar feierte an diesem Tag seinen 39. Geburtstag inmitten seiner Familie (darunter sein Vater Rajkumar) und einer großen Fangemeinde in den Kanteerava Studios und verknüpfte dieses medienwirksame Ereignis mit dem groß aufgemachten Produktionsbeginn seiner nächsten Zusammenarbeit mit Wadeyar. Sein Bruder Shiva Rajkumar übernahm die Klappe der ersten Aufnahme, Parvathamma Rajkumar schaltete die Kamera ein. Pavan zufolge übernehme Puneeth Rajkumar im Film die Rollen eines Studenten und eines Polizisten.
Die bekannte Tamil-/Telugu-Schauspielerin Anjali kehrte für die Rolle der Liebhaberin nach Sandalwood zurück. Ihr letzter Kannada-Film (Honganasu, zugleich ihr Kannada-Debüt) lag zu diesem Zeitpunkt bereits sieben Jahre zurück. Adah Sharma wurde nach einer Absage durch Rachita Ram als zweite Heldin des Films besetzt. Der Hindi-Schauspieler Vikram Singh wurde noch im Mai 2014 als wichtigster Antagonist bestätigt.
Dreh
Offizieller Drehbeginn war der 9. Juni 2014, als hauptsächlicher Drehort wurde Bangalore gewählt. Für die Schlüsselszenen wurde ein riesiges Außen-Bühnenbild bei Hampi am Ufer des Flusses Tungabhadra errichtet. Dabei soll es sich um eines der teuersten Filmsets der Kannada-Filmgeschichte gehandelt haben. Schauspieler Yash besuchte die Dreharbeiten in Hampi. Während sein Vater und sein Bruder Shiva dort zuvor bereits Filme gedreht hatten, war es für Puneeth Rajkumar der erste Besuch am Hampi.
Adah Sharmas erste Szene wurde an einer U-Bahn-Station in Bangalore gedreht und machte den Film zum ersten an der Namma-Metro gedrehten Kannadafilm. Weitere größere Szenen entstanden in Bangalore, Belagavi, Hospete, Sandur und im Umland von Donimalai. Der dramatische Höhepunkt wurde über 18 Drehtage hinweg in der Jindal-Fabrik in Bellary gefilmt. Die Produzenten investierten allein in diese Szene ganze Rs 1.25 crore. Regisseur Pavan Wadeyar ließ für seine Vorstellung eines hyper-dynamischen filmischen Höhepunktes eigens eine 10 kg schwere riesige Schusswaffe neu entwerfen. Eine reduziertes Kernteam von nur 16 Mitwirkenden flog für die finalen Dreharbeiten nach Mailand (Italien), wo im Januar 2015 die letzte Klappe fiel.
Nachproduktion
Die Nachproduktion begann bereits während der letzten Phase der Dreharbeiten. Puneeth wurde schon Ende Februar für die Nachsynchronisation ins Studio geladen, die Arbeiten mussten jedoch aufgrund einer Erkältung zwischenzeitig unterbrochen werden. Vikram Singh beendete seine Nachsynchronisation am 9. März 2015. Hauptdarstellerin Anjali stand noch bis zum 19. März 2015 im Tonstudio, es handelte sich um ihre ersten Synchronarbeiten im Kannada-Film.
Vermarktung
Eine erste 54-sekündige Vorschau (Teaser) auf den Film wurde anlässlich der medienwirksamen Geburtstagsfeier des Hauptdarstellers Puneeth Rajkumar am 17. März 2014 auf YouTube veröffentlicht. Das Video, in welchem Puneeth in Polizeiuniform rennt, springt und schießt, wurde in der Folgezeit in allen Kinos Karnatakas als Mini-Trailer gezeigt – unabhängig von der Sprache des im Anschluss gezeigten Films. Damit war es der erste Filmtrailer, der jemals im ganzen Bundesstaat gezeigt wurde.
Ein zweiter Teaser erschien am 12. Dezember 2014 zusammen mit dem Tamil-Film Lingaa. Dieser Teaser umfasst 45 Sekunden Filmmaterial und zeigt erneut Puneeth, der mit einem Automatik-Maschinengewehr hantiert und auf seinen Feind schießt.
Der dritte und letzte Teaser wurde am 17. März 2015, dem 40. Geburtstag Rajkumars und exakt ein Jahr nach dem ersten, veröffentlicht und zeigte in 40 Sekunden, wie Puneeth im Polizei-Outfit in diverse zusammengeschnittene Actionszenen involviert ist.

## Soundtrack
V. Harikrishna komponierte die Musik des Filmes und produzierte das im April 2015 erschienene Soundtrack-Album. Es handelte sich bereits um seine achte Zusammenarbeit mit Puneeth Rajkumar. Der Film enthält vier gesungene und neukomponierte Lieder, zwei davon gesungen von Rajkumar. Einer der beiden wurde später ersetzt und von einem anderen Sänger dargeboten. Auf seinem Twitter-Konto kündigte Regisseur Pavan (der selbst die Liedtexte zu zweien der Lieder verfasste) im März 2015 die Veröffentlichung eines Soundtrackalbums mit den vier im Film enthaltenen gesungenen Liedern für den 10. April 2015 an.
Das Musikalbum erhielt gemischte Reaktionen aus der Zuhörerschaft.
| # | Titel           | Sänger/in                       | Liedtexter    |
| - | --------------- | ------------------------------- | ------------- |
| 1 | Ranavikrama     | Kunal Ganjawala                 | Pavan Wadeyar |
| 2 | Airtelu Aircelu | Vijay Prakash                   | Pavan Wadeyar |
| 3 | Neene Neene     | Puneeth Rajkumar, Palak Muchhal | Kaviraj       |
| 4 | Gowri Gowri     | Karthik, Priya Himesh           | K. Kalyan     |